# 松崎史也
松崎 史也（まつざき ふみや、1980年3月26日 - ）は、日本の俳優、演出家、脚本家。東京都生まれ、福岡県・愛知県名古屋市育ち。日本大学藝術学部演劇学科卒業。演劇企画『SP/ACE=project』主宰。
アドリブ舞台『人狼 ザ・ライブプレイングシアター』（『人狼TLPT』）の「医師 マドック」役。

## 人物・来歴
1980年3月26日に生まれる。幼少期は家族と一緒に遊ぶところは、遊園地のような場所よりも、島崎藤村や太宰治など、文学館に連れられていくことが多かった。後述のように、演出家になって以後は、シェイクスピアの文学作品を演出している。また、子どものころは太った子で、メロンパンとポテトチップスが大好きだった。
2002年、日本大学芸術学部演劇学科を卒業し、Afro13に参加する。代表・演出の佐々木智広の下で、演劇について学びながら活動を始める。
2004年、Afro13のThe 8th Live『エレキ隊／ボクハチイサイコロ悪魔ニナリタカッタ』の劇中グループ『エレキ隊』が、“宇宙を目指し活動する、コズミックコミックバンド”としてインディーズデビュー。松崎は「フミヤ」としてドラムスの演奏を担当。ほかメンバーは、シンジゲ（G）、マコト（B）、タク（Vo）。2006年6月、エレキ隊初のワンマンライブ（演出：佐々木智広）を渋谷O-WESTで行う。CD「エレキタイムズ」、「エレキタイムズ２」、「スターグライド」（2008年3月）をリリース。
2008年9月、同年3月から続いていた、激しい咳が出るという症状から、高校1年生のころ罹患した肺炎を予測して病院で診察を受ける。その結果、肺（縦隔）に腫瘍があると発覚。10月には、悪性リンパ腫と診断される。松崎はそれまで、この年の間、寝汗やだるさといった体調不良を覚えながらも、ストレスによるものと考え、咳については咳止めで防いでいた。また、11月には、エレキ隊を脱退。「5年間、活動の拠点であり、全てだった」存在で、「今年は勝負をかける」との思いがあったエレキ隊だったが、「諸々の歯車が、思うようにはかみ合わず」、脱退が決定となり、エレキ隊脱退ライブが行われた。その後、12月上旬に入院し、同月下旬に退院。2009年4月には、抗がん剤治療が完了し、さらに6月には、放射線療法を完了、全ての治療が終わる。
2010年6月、『アリスの愛はどこにある』で初演出。演出家としてのキャリアをスタートする。
2011年3月、悪性リンパ腫の再発が発覚したため再入院。抗がん剤投与、自家造血幹細胞移植を経て、7月に退院。9月のイベント出演を機に俳優業に復帰。
2012年10月、『人狼 ザ・ライブプレイングシアター』のプレビュー公演に「医師 マドック」として出演。以後、人狼TLPTの「看板役者」として存在感を発揮していく。
2014年、自身を主宰とした、演劇企画『SP/ACE=project』を発足。
2016年5月、ニコニコ生放送セブンスキャッスルch内で石井由多加と共に番組（「マメばん」）放送開始。9月13日のマメばんの放送及びTwitterにて、悪性リンパ腫の寛解を報告。
2019年12月、ニコニコ生放送セブンスキャッスルchの番組「マメばん」の生放送及びTwitterにて、一般人女性との結婚を報告。

## 人狼プレイヤーとして

### キャラクター
人狼ゲームをプレイするアドリブ舞台『人狼 ザ・ライブプレイングシアター』（『人狼TLPT』）に、「医師 マドック」役で出演している。「医師 マドック」の役名の由来は、医師を意味する英単語「ドクター（doctor）」と、英語の男子名「マドック（Madoc）」をかけた、人狼TLPTプロデューサー桜庭未那考案の駄洒落である。

人狼TLPTの基本公演である「VILLAGE」における「医師 マドック」の基本設定は、「村最高の頭脳を持つ男」である。白衣と眼鏡を身に着けている。一人称代名詞が「私」、二人称代名詞が「貴様」で、高圧的な口調で議論に参加する。

### 来歴
2012年10月5日、「#01:PREVIEW公演（VILLAGE）」に「医師 マドック」として出演。以後主要キャストとして出演していく。プレビュー公演を通して、舞台上で1番席（一列に並んだ椅子のうち、最も下手に近い席）が定位置だったが、これは以後の公演にも継続していった。
2014年4月19日、ニコニコ生放送の「将棋棋士の人狼」シリーズ第5弾「将棋棋士vsゲームクリエイター」に出演。将棋棋士からは、中田功、村中秀史、門倉啓太、女流棋士からは、香川愛生、伊奈川愛菓、ゲームクリエイターからは、イシイジロウ、小高和剛、大野聡、外山圭一郎、安西崇が出演し、松崎は「医師 マドック」としてのロールプレイによるゲスト参加だった。松崎が、人狼ゲームの放送に出演したのは、これが初めて。また、この放送がきっかけとなり、同年8月24日、「アルティメット人狼」が、「ゲームクリエイター人狼会vs人狼TLPT」と題されて開催され、マドックも参加。シリーズの次回以降もレギュラー出演していく。
2014年12月11日の人狼TLPT公演出演をもって人狼TLPT全キャスト内で5番目の早さとなる、通算100ステージ目の出演を達成。本人プロデュースの記念グッズとして、白衣の柄のTシャツが製作・販売された。
2016年1月30日、闘会議2016内の、「アルティメット人狼 in 闘会議2016」に出演。
2016年7月20日・21日、人狼TLPTで100ステージ出演を達成しているキャスト計13人による「ラグナロクステージ」に、「天命の勇者 マドック」として出演。TLPT公演での通算戦績が、勝率55%と紹介された。人間陣営での勝率が58%、人狼陣営での勝利が48%である。
2017年4月に新設されたN高等学校人狼部の特別顧問に、イシイジロウ・児玉健と共に就任。

### プレイスタイル
マドックのプレイスタイルについて、桜庭未那は、2013年4月の日刊SPA!のインタビュー記事では、「多弁で場をリードしていく」と評している。
好きな役職について、2016年4月28日放送の「人狼TLPTアンコール 石井由多加 & 松崎史也 100ステカーニバル」では、松崎は、人間と発言している。

### 評価
前出のインタビュー記事では、「看板役者」と紹介され、2014年の「将棋棋士vsゲームクリエイター」でも、「自由人 メイソン」役の石井由多加の投稿コメントで、同じく「看板役者」と紹介された。また、前出の「将棋棋士vsゲームクリエイター」での初登場時に眞形隆之は「トッププレイヤー」と紹介したり、「アルティメット人狼2」の入場ナレーションでも、「エースとして数々の伝説を残してきた」と紹介されたりする等、人狼TLPT始動当初から、人狼TLPTを牽引する中心キャストとして認められている。

### 周囲に与えた影響
- 「将棋棋士vsゲームクリエイター」の最終戦で、イシイジロウが最終日にマドックとの信用勝負に持ち込んだのは、人狼TLPT2013年4月公演の「#04:VILLAGE II」第10ステージの最終日に展開されたマドックvsパトリックの信用勝負がきっかけである[25]。
- 「将棋棋士vsゲームクリエイター」にて、放送中、マドックが将棋棋士の門倉啓太を「カドック」と扱ったことがきっかけで、アルティメット人狼2から、門倉はマドックと同じく医師の格好をした「カドック」として出演している。
- 人狼TLPT2016年1月公演の「DEPTH II」にてマドックとダブルキャストを演じたキンバリー役のはぎのりなは、マドックを「最も憧れのプレイヤー」であると述べ、ダブルキャストを演じることがプレッシャーであったと振り返っている[26]。
- タレントの千秋は、マドックから人狼ゲームを教えてもらっていることをブログとツイッターで報告している[27][28]。
- 評論家の古市憲寿も、マドックから「いつも人狼を教えてもらっている」とツイッターに投稿している[29]。
- クイズ作家の古川洋平は、マドックらを人狼の「師匠」と呼んでおり、「アルティメット人狼7」参戦時には「一箇所でも褒めてもらえるプレーをすること」を目標として掲げていた[30][31]。
- 声優の岡本信彦はラジオでマドックのロジカルシンキングが優れている点を挙げ、ファンであると語っている[32]。

## 演出家として
2002年のAfro13参加時から、佐々木智広の下で演出を学んだ。
2010年6月、ほさかようの脚本『アリスの愛はどこにある』を原作として初演出。この年、10月に『スティール・スティール』、12月に『OASIS』と、3本の作品を演出。
2014年、それまで、エーライツ制作「エーシアター」において中心演出家として活動していた松崎だったが、自身が主宰として「SP/ACE=project」を立ち上げる。
- 「SP/ACE=project」では、松崎自身のオリジナル作品と、『Casual Meets Shakespeare』の2通りの公演を中心に進めていく意向であること、長くライフワークとして取り組んでいきたい心情であることを、松崎は述べている[35]。『Casual Meets Shakespeare』は、「普段着でシェイクスピア」をコンセプトに、シェイクスピア作品を脚色したものである[36]。

2014年3月、『LIVE ACT「BLAZBLUE 〜CONTINUUM SHIFT〜」』で、格闘ゲーム初の舞台作品を演出。アクションシーンとプロジェクションマッピングが話題となった。
2015年12月、『スーパーダンガンロンパ2 THE STAGE 〜さよなら絶望学園〜』で、演出を担当。モノクマ役の声優である大山のぶ代が認知症を患っていることが同年5月に公表されていたが、松崎は大山について、「お元気で、キュートにモノクマの声を出してくれた」と、ゲネプロ公演での挨拶でコメントした。なお、ダンガンロンパシリーズシナリオ担当の小高和剛とは、松崎は「将棋棋士の人狼」、「アルティメット人狼」シリーズで共演している。
2016年4月、『クジラの子らは砂上に歌う』で、漫画原作の作品を初めて演出。作品について、「過去の死への肯定と、未来の死への否定、そして亡くなった人の記録や想いを背負って強く生きていく物語」と語った。当初はDVD化の予定はなかったが、映像化を望む声を多数受けたことにより、急遽発売となった。
2016年10月、「アルティメット人狼7」放送中にイシイジロウとのコラボ企画として舞台『龍よ、狼と踊れ〜Dragon,Dance with Wolves〜』の上演を発表。人狼TLPTのX新撰組公演を見たイシイが、その人物像を基にしたメディアミックス作品を考案し持ち掛けた企画である。松崎は脚本・演出を担当。
2018年よりMANKAI STAGE『A3!』シリーズの演出を手掛け続けている。2.5次元舞台作品を得意とするネルケプランニング制作作品に携わったことにより、演出家としての知名度が格段に上がった。
2022年6月14日に行われた、シアターコンプレックスオリジナルプログラム 荒牧慶彦プロデュース 『演劇ドラフトグランプリ』において、グランプリを獲得。

## 出演・演出

### 出演

#### 現在放送中のネット番組
- マドックとメイソンが責任を持って進める番組 略してマメばん - 毎月13日22:00 - 24:00（ニコニコ生放送、セブンスキャッスルch）

#### 人狼 ザ・ライブプレイングシアター
- 人狼 ザ・ライブプレイングシアター #01:PREVIEW（VILLAGE）（2012年10月、シアターKASSAI） - 医師 マドック 役
- 人狼 ザ・ライブプレイングシアター #02:BETA（SPACE）（2012年12月、シアターグリーン BIG TREE THEATER） - 機関長 マドック 役
- 人狼 ザ・ライブプレイングシアター #03:VILLAGE I 雪深い村（2013年1月、サンモールスタジオ） - 医師 マドック 役
- 人狼 ザ・ライブプレイングシアター #04:VILLAGE II 春を謳う村（2013年4月、上野ストアハウス） - 医師 マドック 役
- 人狼 ザ・ライブプレイングシアター X 新撰組 〜壬生村の狼〜（2013年6月、吉祥寺シアター） - 山南敬介 役
- 人狼 ザ・ライブプレイングシアター X 吸血鬼 〜渇愛の宴〜（2013年6月、吉祥寺シアター） - 吸血鬼 ユーリ 役
- 人狼 ザ・ライブプレイングシアター #06:VILLAGE IV（2013年8月、シアターブラッツ） - 医師 マドック 役
- 人狼 ザ・ライブプレイングシアター #07:CASTLE 月虹に浮かぶ城（2013年10月、相鉄本多劇場） - 医師 マドック 役 ほか
- 人狼 ザ・ライブプレイングシアター #08:MISSION The Castle Job（2013年12月、上野ストアハウス） - マドック 役
- 人狼 ザ・ライブプレイングシアター #09:VILLAGE V 冬霧に冴ゆる村（2014年1月、上野ストアハウス） - 医師 マドック 役
- 人狼 ザ・ライブプレイングシアター #11:VILLAGE VI 春風の薫る村（2014年3月、サンモールスタジオ） - 医師 マドック 役
- 人狼 ザ・ライブプレイングシアター #12:STEAM 機巧人形と月の艇（2014年5月、シアターグリーン BIG TREE THEATER） - 天才の無駄遣い マドック 役
- 人狼 ザ・ライブプレイングシアター #13:VILLAGE VII 夏草がそよぐ村（2014年7月 - 8月、シアターKASSAI） - 医師 マドック 役
- 人狼 ザ・ライブプレイングシアター X 新撰組 〜壬生村の狼 至誠の巻〜（2014年9月、CBGKシブゲキ!!） - 山南敬介 役
- 人狼 ザ・ライブプレイングシアター #14:VILLAGE VIII 波の花踊る村（2014年11月、金沢市民芸術村 PIT2 ドラマ工房） - 医師 マドック 役
- 人狼 ザ・ライブプレイングシアター #16:VILLAGE IX 雪の花咲ける花（2014年12月、シアターKASSAI） - 医師 マドック 役
- 人狼 ザ・ライブプレイングシアター #17:DEPTH 贖罪の海（2015年2月、情報通信交流館e-とぴあ・かがわ） - Doctor"P" マドック 役
- 人狼 ザ・ライブプレイングシアター #18:MISSION II The Buggy Job（2015年2月、萬劇場（大塚）） - 詐欺師 マドック 役
- 人狼 ザ・ライブプレイングシアター #19:VILLAGE X 春雷の響く村（2015年4月、萬劇場（大塚）） - 医師 マドック 役
- 人狼 ザ・ライブプレイングシアター #20:STEAM II 機巧人形と月の鉱石（2015年6月、シアターグリーン BIG TREE THEATER） - 天才の無駄遣い マドック 役
- 人狼 ザ・ライブプレイングシアター X 「PSYCHO-PASS サイコパス」 〜INNOCENT MURDERER〜（2015年9月、シアターサンモール）監視官 速水彬尚 役
- 人狼 ザ・ライブプレイングシアター #21:SPECIAL VILLAGE 三周年記念公演（2015年9月、新宿村LIVE） - 医師 マドック 役
- 人狼 ザ・ライブプレイングシアター サテライトSP X'mas VILLAGE（2015年12月、博多リバレインホール） - 医師 マドック 役
- 人狼 ザ・ライブプレイングシアター #22:DEPTH II 贖罪の海〜SPIRAL〜（2016年1月、新宿村LIVE） - Doctor"P" マドック 役
- 人狼 ザ・ライブプレイングシアター The Room #01 さぬき映画祭（2016年2月、瓦町FLAG 8F アートステーション） - ♠A マドック 役
- 人狼 ザ・ライブプレイングシアター ラグナロクステージ（2016年7月、新宿村LIVE） - 天命の勇者 マドック 役
- 人狼 ザ・ライブプレイングシアター X 宇宙兄弟（2016年7月、新宿村LIVE） - 静馬窓一郎 役
- 人狼 ザ・ライブプレイングシアター #23:VILLAGE XI 青嵐に惑う村（2016年7月、新宿村LIVE） - 医師 マドック 役
- 人狼 ザ・ライブプレイングシアター #24:VILLAGE XII 深紅に染まる村（2016年10月、新宿村LIVE） - 医師 マドック 役
- 人狼 ザ・ライブプレイングシアター #26:FLAG 裁きの神と呪われし秘宝（2017年1月、新宿村LIVE） - 司厨長 マドック 役
- 人狼 ザ・ライブプレイングシアター X 新撰組 〜壬生村の狼　赤誠の巻〜（2017年3月、CBGKシブゲキ!!） - 山南敬介 役
- 人狼 ザ・ライブプレイングシアター in ニコファーレ -RHAPSODY-（2017年3月、ニコファーレ） - 「医師」 マドック 役
- 人狼 ザ・ライブプレイングシアター X 新撰組外伝 〜払暁の狼〜（2017年5月、スペース・ゼロ） - 山南敬介 役
- 人狼 ザ・ライブプレイングシアター X 宇宙兄弟 Rebellion of the Fullmoon（2017年7月 - 8月、シアターサンモール） - 静馬窓一郎 役
- 人狼 ザ・ライブプレイングシアター 5th Anniversary #27:VILLAGE XIII（2017年10月、博多リバレインホール／中京テレビプラザC／小劇場BLOCH／ニコファーレ） - 医師 マドック 役
- 人狼 ザ・ライブプレイングシアター #28:VILLAGE XIV 月凍る夜（2018年1月、新宿村LIVE） - 医師 マドック 役
- 人狼 ザ・ライブプレイングシアター X ドラゴンクエストX 勇者姫と薔薇の盟友（2018年3月、シアター1010） - 戦士 マドック 役
- 人狼 ザ・ライブプレイングシアター #29:MISSION III The American Job（2018年7月2日 SPゲスト、スペース・ゼロ） - マドック 役
- 人狼 ザ・ライブプレイングシアター 6th Anniversary "RINGING"（2018年10月5日、ニコニコ生放送・ライブビューイング） - 医師 マドック 役
- 人狼 ザ・ライブプレイングシアター DEPTH Alternative（2019年3月3日、Paravi限定配信） - Medical doctor マドック 役
- 人狼 ザ・ライブプレイングシアター #32:VILLAGE XVII 虹闇の降りる村（2019年3 - 4月、シアターサンモール） - 医師 マドック 役
- 人狼 ザ・ライブプレイングシアター #35:STELLA（2019年10月、新宿村LIVE） - マドック 役
- 人狼 ザ・ライブプレイングシアター #38:VILLAGE XVIII 雪の花咲ける村（2020年2月、中京テレビプラザC） - 医師 マドック 役

#### アルティメット人狼、ほか
- 将棋棋士の人狼「将棋棋士vsゲームクリエイター」（2014年4月19日、ニコニコ生放送） - 医師 マドック 役
- アルティメット人狼（2014年8月24日、東京カルチャーカルチャー、ニコニコ生放送）「ゲームクリエイター人狼会vs役者（人狼TLPT）」 - 山南敬介 役、医師 マドック 役
- アルティメット人狼2（2014年12月19日、東京カルチャーカルチャー、ニコニコ生放送） - 医師 マドック 役
- アルティメット人狼3 第1部「レジェンド降臨」・第2部「棋士の逆襲」（2015年5月6日、東京カルチャーカルチャー、ニコニコ生放送） - 医師 マドック 役
- アルティメット人狼4 第2部（2015年9月13日、東京カルチャーカルチャー、ニコニコ生放送） - 医師 マドック 役
- アルティメット人狼5 第2部 （2016年1月17日、新宿FACE、ニコニコ生放送） - 医師 マドック 役
- アルティメット人狼 in 闘会議2016（2016年1月30日、幕張メッセ、ニコニコ生放送） - 医師 マドック 役
- ホリエモンの人狼大会 in 札幌 （2016年8月28日 BAN x KARA ZONE-HS、ニコニコ生放送） - 医師 マドック 役
- アルティメット人狼チャンネル開設記念特別番組（2016年9月3日、ニコニコ生放送） - 医師 マドック 役
- アルティメット人狼7 第2部 （2016年10月1日、新宿FACE、ニコニコ生放送） - 医師 マドック 役
- アルティメット人狼チャンネル 第8回（2017年1月28日、ニコニコ生放送） - 医師 マドック 役
- アルティメット人狼 in 闘会議2017（2017年2月11日、幕張メッセ、ニコニコ生放送） - 医師 マドック 役
- アルティメット人狼8 夜の部 （2017年5月7日、新宿FACE、ニコニコ生放送） - 医師 マドック 役
- アルティメット人狼9 夜の部 （2018年3月25日、新宿FACE、ニコニコ生放送） - 山南敬介 役、医師 マドック 役
- N高文化祭2018 N高人狼部ステージ「超N高級の人狼」（2018年4月28日、幕張メッセ、ニコニコ生放送） - 医師 マドック 役
- アルティメット人狼 in 超会議2018（2018年4月29日、幕張メッセ、ニコニコ生放送） - 医師 マドック 役
- WOWOWぷらすと いまさら聞けない「人狼」（2018年8月31日、ニコニコ生放送／FRESH!）
- アルティメット人狼 in 超会議2019（2019年4月27日、幕張メッセ、ニコニコ生放送） - 医師 マドック 役
- アルティメット人狼10 第一部・第三部 （2019年5月25・26日、ヒューリックホール東京、ニコニコ生放送） - 医師 マドック 役

#### 人狼ゲーム公演以外
- Afro13『MAYA-K』（2002年10月、台北青年中心／2003年1月、青山円形劇場） - ヤミフ 役
- エルカンパニー『MAKOTO〜ゆく年くる年 Hello, X'mas〜』（2002年11月／12月／12月、シアターアプル／西鉄ホール／新神戸オリエンタル劇場） - 学生 役
- Afro13『モルヒネと海－La mer et la morphine－』（2003年4月、しもきた空間リバティ／大阪市立芸術創造館）
- Afro13『エレキ隊／ボクハチイサイコロ悪魔ニナリタカッタ』（2004年1月、HEP HALL／2004年2月、こまばアゴラ劇場）
- エディンバラ・フェスティバル・フリンジ『Death of a Samurai』（2004年8月、The Garage Citrus Club／2009年8月、Augustine's Paradise／2010年8月、Augustine's Sanctuary） - 邪鬼 役
- 劇団コーヒー牛乳『大江戸ロンパールーム』（2004年10月、王子小劇場） - ポチ 役
- InnocentSphere×Afro13『QUO VADIS』（2004年12月、シアターVアカサカ）
- Afro13『EREKI-TAI』（2005年5月、東京芸術劇場小ホール1）
- Afro13『Death of a Samurai』（2005年9月、新宿タイニイアリス） - 田吾作 役
- スーパーグラップラー『スペーストラベラー 〜LOVE is in the Mother Ship!〜』（2006年5月、東京芸術劇場シアターウエスト） - フミヤ 役
- スーパーグラップラー『西遊記〜Psych-you-kick〜』（2007年5月・6月、新宿シアターモリエール）
- 空想組曲『小さなお茶会』（2007年7月、王子小劇場） - 敬太 役
- 中野成樹＋フランケンズ『遊び半分』（2007年9月、赤坂RED/THEATER） - ショーン・キョー 役
- 空想組曲『この世界にはない音楽』（2007年12月8日 日替わりゲスト、新宿村LIVE）
- Afro13『ライカンスロープ』（2008年2月、ぽんプラザホール／インディペンデントシアター／シアターVアカサカ） - 凶 役
- 空想組曲『僕らの声の届かない場所』（2008年7月 - 8月、王子小劇場） - 夜虫 役
- DMF『ラーバルメモリ』（2008年9月、新宿スペース107） - 細羽蒼真 役
- DMF『ピューパルメモリ』（2009年2月、東京芸術劇場小ホール1） - 細羽蒼真 役
- ふなみち企画『3つ 鐘が鳴る 〜坂道〜』（2009年7月、新宿タイニイアリス）
- エーライツ『Death of a Samurai』（2009年9月、ウッディシアター中目黒／2011年11月、ウッディシアター中目黒） - 邪鬼・三ツ目／与作 役
- 劇団ビタミン大使ABC『インスンデル』（2009年11月、シアターサンモール） - 柏田扉 役
- DMF『イマーゴメモリ』（2009年12月、新宿スペース107） - 細羽蒼真 役
- SAYONARA!中講堂企画『桜の園』（2010年1月、日大芸術学部江古田校舎）
- 空想組曲『組曲「空想」』（2010年6月20日 日替わりゲスト、下北沢OFFOFFシアター）
- エーライツ『あの空に、目一杯の声と掌で』（2011年10月、吉祥寺シアター）
- エーライツ『dance attendance upon you』（2011年12月、新宿シアターモリエール） - カラクリ 役
- エーライツ『GOEMON』（2012年4月、in→dependent theatre 2nd） - 大金有男 役
- SP/ACE=project『A Midsummer Night’s Dream』（2013年10月、新宿シアターモリエール／2016年6月、ラゾーナ川崎プラザソル） - オーベロン／オーベロン・パック 役
- クリエイティヴ零『プライム輪舞曲〜素数と宝剣（つるぎ）と金庫の謎〜』（2014年7月、シアターKASSAI） - 佐々木直樹 役
- SP/ACE=project『RomeO and JulieT』（2014年10月、新宿シアターモリエール） - ロレンス神父・乳母 役
- セブンスキャッスル『WAR→P! in Fantasy 〜神託の花嫁と夜明けの鍵〜』（2014年11月22日 日替わりゲスト、スタジオ・アッサンブラージュ） - アーティ 役
- ピウス企画『女王の戦略』（2016年6月、テアトルBONBON） - 榊照之 役
- 劇団山本屋『Super natural Blue〜別の言葉で何と言うの〜』（2016年9月26日 日替りゲスト、あうるすぽっと）
- SP/ACE=project『Macbeth SC』（2016年10月、ラゾーナ川崎プラザソル） - マクダフ 役
- OfficeENDLESS『龍よ、狼と踊れ〜Dragon,Dance with Wolves〜』（2017年3月、CBGKシブゲキ!!） - 山南敬介 役
- SP/ACE=project『じゃじゃ馬ならし』（2017年11月、ラゾーナ川崎プラザソル） - 領主 役
- トライフルエンターテインメント『ピッッツァ☆』（2017年12月、シアターサンモール） - 松岡文厚 役
- OfficeENDLESS『龍よ、狼と踊れ〜Dragon,Dance with Wolves〜』〜草莽の死士〜（2018年3 - 4月、紀伊國屋サザンシアター TAKASHIMAYA） - 山南敬介 役
- あやめ十八番『雑種 小夜の月』（2024年8月 日替わりゲスト、座・高円寺1）[45]

#### その他
- 東栄住宅WEB CM『悪の組織のアジト探し完結編』（声の出演）
- 映画『ファーストミッション』[46]
- Dostres presents 『ウチクリ准教授の演劇研究室』 - 演出論 編（2022年5月、渋谷SLOTH）

### 演出

#### 舞台
- 『アリスの愛はどこにある』 - 演出（2010年6月、アイピット目白）
- 『スティール・スティール』 - 演出（2010年10月、ウッディシアター中目黒 / 2013年6月、シアターKASSAI）
- 『OASIS』 - 脚本・演出（2010年12月、池袋シアターグリーン BIG TREE THEATER / 2014年5月、シアターサンモール）
- 『PRISM』 - 脚本・演出（2012年5月、池袋シアターグリーン / 2015年2月、池袋シアターグリーン）
- 『くじらは虹色の音楽に乗って』 - 演出（2012年7月、シアターグリーン BIG GREE THEATER）
- 『恋文ガール！』 - 演出（2012年10 - 11月、シアターKASSAI）
- 『ガールズ☆ファイト』 - 演出（2013年1月、新宿シアターモリエール）
- 『夜明けの前が一番暗いの？』 - 演出（2013年4月、新宿SPACE107）
- 『鉄火のいろは -幕末火消四十八景-』 - 演出（2013年8月 - 9月、中目黒ウッディシアター）
- 『WORLD』 - 脚本・演出（2013年12月、池袋シアターグリーン / 2015年7月 - 8月、東京芸術劇場シアターイースト）
- 『LIVE ACT「BLAZBLUE 〜CONTINUUM SHIFT〜」』 - 演出（2014年3月、天王洲銀河劇場）
- 『炎の蜃気楼昭和編 瑠璃燕ブルース』 - 演出（2015年10月、シアター1010）
- 『スーパーダンガンロンパ2 THE STAGE 〜さよなら絶望学園〜』 - 脚本・演出（2015年12月、六本木ブルーシアター）
- 『クジラの子らは砂上に歌う』 - 脚本・演出（2016年4月、AiiA 2.5 Theater Tokyo / 2018年1月 - 2月、AiiA 2.5 Theater Tokyo／サンケイホールブリーゼ）
- 『プリンス・オブ・ストライド THE LIVE STAGE』 - 演出
  - エピソード1（2016年12月、シアター1010 / 12月、森ノ宮ピロティホール）
  - エピソード2（2017年4月、シアター1010 / 5月、森ノ宮ピロティホール）
  - エピソード3（2017年6月、シアター1010 / 6月 - 7月、森ノ宮ピロティホール）
  - エピソード4（2017年8月、シアター1010 / 8月、豊中市文化芸術センター）
  - エピソード5（2018年5月 - 6月、シアター1010 / 6月、森ノ宮ピロティホール）
- 『2.5 Escape Stage 甲鉄城のカバネリ』 - 脚本・演出（2017年1月、シアター1010）
- 『龍よ、狼と踊れ〜Dragon,Dance with Wolves〜』 - 脚本・演出（2017年3月、CBGKシブゲキ!!）
- 『恋文ガール！』 - 演出監修（2017年5月、シアターKASSAI）
- 『「龍よ、狼と踊れ〜Dragon,Dance with Wolves〜」〜草莽の死士〜』 - 脚本・演出（2018年3月 - 4月、紀伊國屋サザンシアター TAKASHIMAYA）
- 『アリスの愛はどこにある』 - 演出監修（2018年4月、新宿シアターモリエール）
- 『MANKAI STAGE『A3!』』 - 演出・劇中劇台本
  - 〜SPRING & SUMMER 2018〜（2018年6月 - 7月、天王洲銀河劇場 / 7月、京都劇場 / 10月 - 11月、天王洲銀河劇場）[47]
  - 〜AUTUMN & WINTER 2019〜（2019年1月 - 2月、日本青年館ホール / 2月、下関市民会館 / 2月 - 3月、梅田芸術劇場 / 3月、天王洲銀河劇場）[48]
  - 〜SPRING 2019〜（2019年4月 - 5月、天王洲銀河劇場 / 5月、メルパルク大阪 / 5月、長岡市立劇場 / 5月 - 6月、天王洲銀河劇場）[49]
  - 〜SUMMER 2019〜（2019年8月、品川プリンスホテル ステラボール / 8月 - 9月、AiiA 2.5 Theater Kobe / 9月、名古屋市公会堂 / 9月、長岡市立劇場 / 9月、品川プリンスホテル ステラボール）[50]
  - 〜AUTUMN 2020〜（2020年1月、品川プリンスホテル ステラボール / 1月 - 2月、アイプラザ豊橋 / 2月、AiiA 2.5 Theater Kobe / 2月 - 3月、品川プリンスホテル ステラボール）[51]
  - 〜WINTER 2020〜（2020年4月 - 5月、天王洲銀河劇場 / 5月、AiiA 2.5 Theater Kobe / 5月、レクザムホール（香川県県民ホール） 大ホール / 6月、品川プリンスホテル ステラボール）全公演中止[52]
  - 〜WINTER 2020.08〜（2020年8月、天王洲銀河劇場）[53]
  - 〜Four Seasons LIVE 2020〜（2020年9月、東京ガーデンシアター）[54]
  - 〜WINTER 2021〜（2021年5月、TACHIKAWA STAGE GARDEN / 6月、梅田芸術劇場 シアター・ドラマシティ / 6月、アイプラザ豊橋）[55]
  - Troupe LIVE〜SPRING 2021〜（2021年8月、TACHIKAWA STAGE GARDEN）[56]
  - Troupe LIVE〜SUMMER 2021〜（2021年10月、KAAT神奈川芸術劇場 ホール）[57]
  - Troupe LIVE〜AUTUMN 2021〜（2021年12月、東京国際フォーラム ホールC）[58]
  - Troupe LIVE〜WINTER 2022〜（2022年2月、TACHIKAWA STAGE GARDEN）[59]
  - ACT2! 〜SPRING 2022〜（2022年4月、東京国際フォーラム ホールC / 5月、神戸国際会館 こくさいホール / 5月、レクザムホール（香川県県民ホール） 大ホール / 5月、日本青年館ホール）[60]
  - ACT2! 〜SUMMER 2022〜（2022年7月、TACHIKAWA STAGE GARDEN / 8月、COOL JAPAN PARK OSAKA WWホール / 8月、TACHIKAWA STAGE GARDEN）[61]
  - ACT2! 〜AUTUMN 2022〜（2022年11月、TOKYO DOME CITY HALL / 11月、北九州ソレイユホール / 11月 - 12月、TOKYO DOME CITY HALL）[62]
  - ACT2! 〜WINTER 2023〜（2023年1月、TACHIKAWA STAGE GARDEN / 2月、AiiA 2.5 Theater Kobe / 2月、TACHIKAWA STAGE GARDEN）[63]
  - ACT2! 〜SPRING 2023〜（2023年5月、TACHIKAWA STAGE GARDEN / 5月、AiiA 2.5 Theater Kobe / 6月、TOKYO DOME CITY HALL）[64]
  - ACT2! 〜SUMMER 2023〜（2023年8月、TACHIKAWA STAGE GARDEN / 8月 - 9月、AiiA 2.5 Theater Kobe / 9月、TACHIKAWA STAGE GARDEN）[65]
  - ACT2! 〜AUTUMN 2023〜（2023年11月、TOKYO DOME CITY HALL / 11月、梅田芸術劇場 メインホール / 12月、日本青年館ホール）[66]
  - ACT2! 〜WINTER 2024〜（2024年4月、TOKYO DOME CITY HALL / 4月、Niterra日本特殊陶業市民会館 フォレストホール / 4月、東京国際フォーラム ホールC / 5月、箕⾯市⽴⽂化芸能劇場大ホール）[67]
  - 〜Four Seasons LIVE 2024〜（2024年10月 - 11月、東京ガーデンシアター）[68]
  - ACT3! 2025（2025年3月 - 5月、KAAT神奈川芸術劇場 ホール）[69]
- 『鉄コン筋クリート』 - 演出（2018年11月、天王洲銀河劇場）
- 『機動戦士ガンダム00 -破壊による再生-』 - 脚本・演出（2019年2月／2月、日本青年館ホール／森ノ宮ピロティホール）
- 『魍魎の匣』 - 演出（2019年6月／7月、天王洲銀河劇場／AiiA 2.5 Theater Kobe）[70]
- 『Starry☆Sky on STAGE』 - 演出（2019年7月、品川クラブeX）[71]
- 『四十七大戦』 - 脚本・演出（2019年10月／11月、新宿FACE／鳥取県立生涯学習センター）[72]
- 『アサルトリリィ League of Gardens』 - 総合演出（2020年1月、新宿FACE）
- 『Starry☆Sky on STAGE SEASON 2 〜星雪譚 ホシノユキタン〜』 - 総合監修（2020年1月、紀伊国屋サザンシアター TAKASHIMAYA）
- 『FINAL FANTASY BRAVE EXVIUS THE MUSICAL』 - 脚本・演出（2020年3月／3月、天王洲銀河劇場／AiiA 2.5 Theater Kobe）[73]
- 『SSSS.GRIDMAN』 - 脚本・演出（2020年5月／5月、スペース・ゼロ／COOL JAPAN PARK OSAKA TTホール）[74]
- 『機動戦士ガンダム00 -破壊による覚醒-Re:（in）novation』 - 脚本・演出（2022年2月、新国立劇場 中劇場）
- 舞台『薔薇王の葬列』 - 演出（2022年6月、日本青年館）[75]
- 演劇ドラフトグランプリ 劇団「ズッ友」『天を推し歩く』 - 演出（2022年6月、日本武道館）[76]
- 『マッシュル-MASHLE-』THE STAGE - 総合演出[77]（2023年）
- 『チェンソーマン』ザ・ステージ - 脚本・演出[78]（2023年）
- 『桃源暗鬼』 - 脚本・演出[79]（2024年2-3月、天王洲 銀河劇場／梅田芸術劇場 シアター・ドラマシティ）

『Casual Meets Shakespeare』シリーズ
- Vol1.「A Midsummer Night’s Dream」 - 脚色・演出（2013年10月、新宿シアターモリエール／2016年6月、ラゾーナ川崎プラザソル）
- Vol2.「RomeO and JulieT」 - 脚色・演出（2014年10月、新宿シアターモリエール）
- Vol3.「The Twelfth Night」 - 脚色・演出（2015年10月、新宿シアターモリエール）
- Vol4.「Macbeth SC」 - 脚色・演出（2016年10月、ラゾーナ川崎プラザソル）
- Vol5.「じゃじゃ馬ならし」 - 脚色・演出（2017年11月、ラゾーナ川崎プラザソル）
- Vol6.「Hamlet SC」 - 脚色・演出（2018年9 - 10月、ラゾーナ川崎プラザソル）

『人狼 ザ・ライブプレイングシアター』シリーズ
- 『人狼TLPT X 新撰組』 - 演出（2013年6月、吉祥寺シアター／2014年9月、CBGKシブゲキ!!／2017年3月、CBGKシブゲキ!!）
- 『人狼TLPT #15:WITCH II 星降る歌と13人の魔女』 - 演出（2014年12月、シアターKASSAI）
- 『人狼TLPT ラグナロクステージ』OP演出（2016年7月、新宿村LIVE）
- 『人狼TLPT X 新撰組外伝』 - 演出（2017年5月、スペース・ゼロ）
- 『人狼TLPT 6th Anniversary "RINGING"』 - 演出（2018年10月5日）
- 『人狼TLPT 10th Anniversary -ROSERIUM- 』 - 総合演出（2022年9-10月、シアターサンモール）[80]
- 『人狼TLPT Orbit』 - 総合演出（2022年11月、上野ストアハウス）

#### その他
- 『アルティメット人狼10』 - OP演出（2019年5月25・26日、ヒューリックホール東京、ニコニコ生放送）
- 『神様しばい』 - 演劇監修（木村良平・岡本信彦の電撃Girl'sSmile）
- ゲーム『サクラ革命 〜華咲く乙女たち〜』 - メインシナリオ脚本（2020年12月15日配信[81]）

## 関連人物
- 佐々木智広（上記のように、松崎のAfro13入団以降、松崎に演劇について指導した。また、佐々木は、2016年1月から、人狼 ザ・ライブプレイングシアターの演出を担当している。）
- 山本タク（劇団山本屋の主宰。Afro13の団員であり、エレキ隊のボーカル。両方の活動が休止した後も、山本が松崎の演出作品に出演する、お互いの作品を見に行くなど親交があった。2016年には山本が演出する舞台に松崎が初ゲスト出演した。お互いを、最高の相方でありライバルであると形容し、尊敬している。）